# Paju
Paju (파주) este un oraș din provincia Gyeonggi-do, Coreea de Sud.

## Diviziuni administrative
Paju este împărțit astfel:
- Beobwon-eup (법원읍)
- Paju-eup (파주읍)
- Munsan-eup (문산읍)
- Jori-eup (조리읍)
- Wollong-myeon (월롱면)
- Papyeong-myeon (파평면)
- Jeokseong-myeon (적성면)
- Gwangtan-myeon (광탄면)
- Tanhyeon-myeon (탄현면)
- Gunnae-myeon (군내면)
- Jangdan-myeon (장단면)
- Jinseo-myeon (진서면)
- Jindong-myeon (진동면)
- Gyoha-dong (교하동)
- Geumchon1(il)-dong (금촌1동)
  - Geumchon-dong (금촌동)
  - Adong-dong (아동동)
  - Yadong-dong (야동동)
  - Geomsan-dong (검산동)
  - Maekgeum-dong (맥금동)
- Geumchon-2(ii)-dong (금촌2동)
  - Geumchon-dong (금촌동)
  - Geumneung-dong (금능동)
- Unjeong 1(il)-dong (운정1동)
  - Gyoha-dong (교하동)
  - Dangha-dong (당하동)
  - Wadong-dong (와동동)
- Unjeong 2(i)-dong (운정2동)
  - Mokdong-dong (목동동)
- Unjeong 3(Sam)-dong (운정3동)
  - Dongpae-dong (동패동)
  - Yadang-dong (야당동)